# Royal Infirmary of Edinburgh
Royal Infirmary of Edinburgh daglig tale kendt som Edinburgh Royal Infirmary eller ERI, er et hospital i Edinburgh, Skotland, der blevet etableret i 1729 og er det ældste frivillig hospital i Skotland. Bygningerne fra 1879 blev hævdet at være den største frivillige hospital i Storbritannien, og senere i det Britiske Imperium. Hospitalet flyttede i 2003 til Little France i det sydvestlige Edinburgh. Det er undervisningssted for klinisk medicin og universitetshospital for University of Edinburgh Medical School. Hospitalet drives af NHS Lothian.